# اين موريس
اين موريس (بالإنجليزية: Wayne Morris)‏ هو ممثل بريطاني، ولد في 4 نوفمبر 1964 بستراتفورد في المملكة المتحدة.

## وصلات خارجية
- اين موريس على موقع IMDb (الإنجليزية)
- اين موريس على موقع ألو سيني (الفرنسية)
- اين موريس على موقع أول موفي (الإنجليزية)
- اين موريس على موقع قاعدة بيانات الفيلم (الإنجليزية)
- اين موريس على موقع كينوبويسك (الروسية)